# Андреас Штіль
Андреас Штіль (нім. Andreas Stihl, 10.11.1896, Цюрих, Швейцарія — 14.01.1973, Ремсгальден, Баден-Вюртемберг, Німеччина) — інженер-механік із Німеччини, який у 1926 році створив і запатентував першу у світі ланцюгову пилку з електричним мотором. Засновник всесвітньо відомої компанії по виробництву інструментів Stihl.

## Біографія
Коли у 1926 році Андреас Штіль відкрив у Штутгарті своє конструкторське бюро, праця в лісі була важкою і трудомісткою. Дерева звалювали за допомогою сокири або дворучної пилки і перевозили на лісопильні для розпилювання. І лише на цьому етапі використовували мотопилку. Інженер і молодий підприємець Андреас Штіль, який на той час займався деревообробним обладнанням і часто бував на лісопильних підприємствах, вважав, що пилка має йти до дерева, а не дерево до пилки. Дедалі частіше він став думати про конструювання переносної, потужної та продуктивної мотопилки. Зовсім скоро ідея була втілена в життя.
Перша власна мотопилка «Конструкторського бюро А. Штіля» була з електричним двигуном та обслуговувалась двома робітниками. У 1929 році з'явилась перша бензопилка. Оскільки постачальники комплектуючих деталей постійно створювали проблеми через технічні непорозуміння, він почав виготовляти деталі самостійно. З цього моменту стрімкий розвиток компанії вже неможливо було зупинити і, як казав сам Андреас Штіль, «мотопили наче самі виривались із рук». У наступні роки він регулярно представляє на ринку нові моделі. Невелике конструкторське бюро перетворилось на машинобудівний завод. Відбувся важливий переїзд: з центру міста Штутгарт у промисловий район Бад-Каннштатт. Навіть незважаючи на всесвітню економічну кризу 1929 року, справи на підприємстві йшли добре. Падіння продажів на початку 30-х років змушує винахідливого підприємця взятись навіть за виробництво пральних машин. Початок експорту за кордон також сприяв розвитку підприємства. Андреас Штіль посилено розвиває експорт і виходить на нові ринки в США і Канаді.

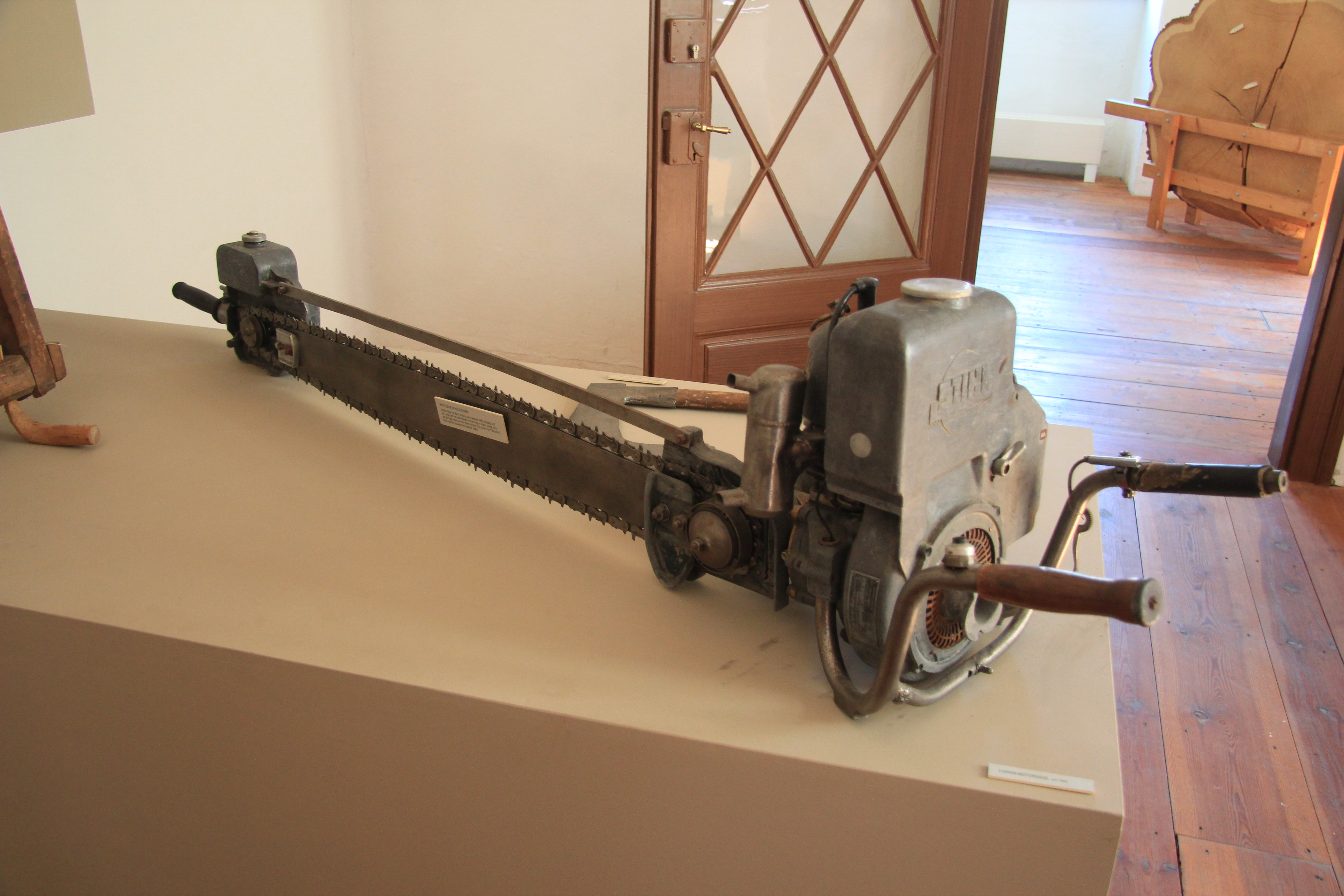
Пилка зразку 1940 року

Потім починається Друга світова війна. Під час повітряного нальоту в жовтні 1944 року завод у Каннштатті було повністю зруйновано. Союзники ув'язнили Андреаса Штіля, і деякий час він перебував у трудовому таборі в Баварії. Після розгляду справи з нього зняли обвинувачення і звільнили.
Після війни Андреас Штіль стикається з серйозними проблемами. Хоча його керуючий, Карл Гутйар, зміг уже в червні 1945 року відновити підприємство у Вайблінген-Нойштадті, де знаходиться головний офіс компанії, але з колишніх 500 співробітників залишилося тільки 80. У той час продажі пилок знаходились на дуже низькому рівні. Люди воліли краще ремонтувати інструмент, ніж купувати новий. STIHL переживає кризу. З високо мотивованим трудовим колективом, частина якого залишилась навіть з перших років існування підприємства, і з новою продукцією почався новий підйом в історії компанії STIHL.
У 1959 році на ринок виходить легендарна бензопилка Contra. Завдяки цій безредукторній бензопилці, STIHL досяг подвійного зростання продажів. Поступово на загальний розвиток компанії починає виразно впливати приєднання до фірми Ганса Петера Штіля і його сестри Еви. У 1960 році Андреас Штіль, якому тоді було вже 64 роки, реорганізував компанію у командитне товариство (KG) і порівну розподілив частки в ньому між своїми чотирма дітьми як партнерами з обмеженою відповідальністю. На той час компанія STIHL мала приблизно 640 співробітників і заробляла близько 25 мільйонів німецьких марок. На машинобудівному заводі було ще багато ручної праці, але швидке зростання (вже будувались два нових заводи) вимагало переосмислення. Брат і сестра, Ганс Петер і Ева Штіль, прагнули реструктуризувати компанію і створити сучасне промислове підприємство. Важливими кроками в цьому напрямку стало розширення виробничих потужностей і розвиток власної мережі збуту. Початок було покладено підрозділом STIHL зі збуту в Австрії.
Наприкінці 60-х років Андреас Штіль через стан здоров'я дедалі менше займається справами компанії. У 1971 році його син, Ганс Петер Штіль, стає особисто відповідальним учасником товариства.